# Kazue Itō
Kazue Itō (伊藤 かずえ, Itō Kazue) (Seya-ku, Yokohama, Kanagawa, 7 de dezembro de 1966) é uma atriz japonesa. Estudou na Escola Secundária Kibogaoka e fez sua estreia como atriz em 1978 como uma jovem promessa da agência de talentos Horipro, interpretando a personagem Shura no anime Rurouni Kenshin. Ela também atuou como cantora, interpretando os temas de abertura e encerramento para a série  tokusatsu Morimori Bokkun. Itō é mais conhecida por sua interpretação de Miki Masaki (真咲 美希, Masaki Miki) na série da Super Sentai de 2007 Juuken Sentai Gekiranger. Ela também interpretou a mãe de Mako Shiraishi em Samurai Sentai Shinkenger.

## Filmografia

### Televisão
- Ponytail wa Furimukanai (1985)
- Juuken Sentai Gekiranger como Miki (2007)
- Samurai Sentai Shinkenger como ex-Shinkenpink/mãe de Mako Shiraishi (2009, atriz convidada)

### Filme
- Juuken Sentai Gekiranger: Nei-Nei! Hou-Hou! Hong Kong Decisive Battle como Miki Masaki (2007)
- Juuken Sentai Gekiranger VS Boukenger como Miki Masaki (2007)
- Engine Sentai Go-onger vs. Gekiranger como Miki Masaki (2008)

### Dublagem
- Rurouni Kenshin como Shura